# 尼維亞山
尼維亞山（英語：Mount Nivea），是南極洲的山峰，位於南奧克尼群島的科羅內申島，處於森夏恩冰川源頭，海拔高度1,265米，由英國研究隊測量，現時由南極條約體系管理。